# Leptomenes
Leptomenes är ett släkte av steklar. Leptomenes ingår i familjen Eumenidae.

## Dottertaxa tillLeptomenes, i alfabetisk ordning[1]
- Leptomenes areatus
- Leptomenes astutus
- Leptomenes bacilliformis
- Leptomenes brevior
- Leptomenes chudeaui
- Leptomenes cribratus
- Leptomenes eumeniformis
- Leptomenes eumenoides
- Leptomenes europaeus
- Leptomenes exiguus
- Leptomenes extremus
- Leptomenes hessei
- Leptomenes kaokoveldensis
- Leptomenes laethificus
- Leptomenes longissimus
- Leptomenes longulus
- Leptomenes major
- Leptomenes mixtus
- Leptomenes moestus
- Leptomenes nigritus
- Leptomenes nitens
- Leptomenes propheta
- Leptomenes pulawskii
- Leptomenes pullus
- Leptomenes punctaticornis
- Leptomenes raphiglossoides
- Leptomenes richardsi
- Leptomenes schulthessianus
- Leptomenes sexpunctatus
- Leptomenes simillimus
- Leptomenes stenosoma
- Leptomenes stevensoni
- Leptomenes striativentris
- Leptomenes subtilis
- Leptomenes ugandensis
- Leptomenes vulneratus